# 日本ファイナンシャル・プランナーズ協会
特定非営利活動法人日本ファイナンシャル・プランナーズ協会（にほんファイナンシャル・プランナーズきょうかい）とは、ファイナンシャルプラニングの理念の確立と啓発・普及のため、その担い手となるファイナンシャル・プランナーの育成・組織化を図り、日本国経済ならびに国民生活の向上に寄与することを目的とした非営利組織である。1987年11月に任意団体として設立され、2001年（平成13年）7月に特定非営利活動法人（NPO法人）の認証を受けた。

## 概要
日本FP協会（にほんエフピーきょうかい）と略すことがある。英文名称は、Japan Association for Financial Plannersであり、英文略称はJAFPである。
日本版金融ビッグバンの進展とそれに伴う金融知識の必要性、日本人の資格取得意欲に支えられ、2017年8月1日時点の個人会員数は196,290名（CFP資格認定者数21,216名、AFP資格認定者数156,316名、一般会員数18,758名）、法人賛助会員数84社（認定教育機関数44社）と大規模な組織に急激に拡大し、各国のFP団体に比べても、非常に潤沢な財政規模を誇っている。
現在、パーソナル・ファイナンシャル・プランニング(PFP)のISO規格化策定(ISO22222)で、社団法人金融財政事情研究会とともに日本における中心的な役割を担っている。
本部事務所…東京都港区虎ノ門四丁目1番28号　虎ノ門タワーズオフィス5階
大阪事務所…大阪府大阪市北区堂島浜1-4-19 マニュライフプレイス堂島5F

## 沿革
- 1987年11月 - 任意団体として日本FP協会設立
- 1988年9月 - アメリカIAFP（現・FPA）と、ニューヨークで初の公式会議を開催、相互協力で合意
- 1990年1月 - FP資格審査試験制度を確立
- 1992年4月 - アメリカCFPボードと業務提携合意書に正式調印、日本へのCFP資格制度導入が決定。これに伴い従来の会員資格をAFP（Affiliated Financial Planner）に移行
- 1993年5月 - 日本初のCFP資格審査試験を実施（東京、大阪の2会場で807人が受験）。日本初のCFP認定証授与式を開催（東京、大阪の2会場で201人のCFP認定者誕生）
- 1994年12月 - 第1回FPフェアを東京で開催。CFP全国大会も同時開催
- 1995年11月 - 新理事長に牧野昇が選出、就任
- 1996年3月 - アメリカIAFPと業務協力合意書に調印
- 1996年6月 - 会員紙「JAFP INFORMATION」（日本FP協会通信、隔月刊）を創刊
- 1998年4月 - 日本FP協会の公式ウェブサイト開設。京都で「国際CFPカウンシル&ワールドFPフォーラム」を開催、ワールドFPフォーラムには9ヶ国13団体が参加
- 1999年2月 - アメリカICFP（現・FPA）との提携による協会機関誌「FPジャーナル」を創刊（隔月刊）
- 1999年8月 - FP広報センターを開設
- 1999年11月 - AFP資格初の全国統一会場試験を全国49都市で実施（15,652人が受験）
- 2000年3月 - 日本FP学会発足、会長に貝塚啓明（中央大学教授）が就任
- 2001年7月 - 特定非営利活動法人（NPO法人）の認証を受け、日本FP協会が公益法人化。FPサポートセンター設立
- 2001年10月 - 「FPジャーナル」を月刊化
- 2002年4月 - 厚生労働省が国家検定の技能検定の職種として、「ファイナンシャル・プランニング」を追加
- 2002年6月 - 日本FP協会が金融財政事情研究会とともにファイナンシャル・プランニング職種の技能検定試験の指定試験機関の指定を受ける。第1回NPO法人日本FP協会社員総会開催（以降、毎年6月に定時社員総会開催）
- 2003年10月 - CFP資格認定会員数10,000人を突破
- 2004年6月 - 役員任期満了に伴い、牧野昇が名誉理事長に就任
- 2004年7月 - 加藤寛が理事長に就任
- 2005年10月 - 「くらしとお金のFP相談室」を大阪事務所内（大阪市）に開設
- 2008年1月 - 第1回マネーと生活設計力検定試験実施
- 2011年1月 - 3級ファイナンシャル・プランニング技能検定試験（資産設計提案業務）を開始
- 2012年7月 - 白根壽晴が理事長に就任し、加藤寛は名誉理事長に就任
- 2013年6月 - 「金融経済教育推進会議」が、金融広報中央委員会が事務局となって設置され、その委員団体となる。

## 歴代理事長（2012年10月現在）
1. 坪内嘉雄 - 元ダイヤモンド社会長
2. 牧野昇 - 元・日本FP協会名誉理事長、元三菱総合研究所会長
3. 加藤寛 - 前・日本FP協会名誉理事長、千葉商科大学名誉学長、前・嘉悦大学学長、慶應義塾大学名誉教授
4. 白根壽晴 - 現職、株式会社エフピーインテリジェンス代表取締役。

## 認定資格

### AFP資格
AFP資格とは、日本FP協会認定の民間資格である。
AFPとはAffiliated Financial Plannerの略称であり、日本FP協会の登録商標である。
AFP資格審査試験は、2003年（平成15年）2月より厚生労働省指定の国家検定である2級ファイナンシャル・プランニング技能検定試験を兼ねている。
AFP資格を取得するには、2級ファイナンシャル・プランニング技能検定試験（AFP資格審査試験）の合格、AFP認定研修の修了、そして日本FP協会に入会することが要件となっている。これら順序は問わないが、AFP資格審査試験合格の有効期限は合格の日の年の翌々年度末まで。
2級ファイナンシャル・プランニング技能検定試験は、毎年3回実施されており、四肢択一マークシート方式の学科試験（60問120分間）と、記述式の実技試験（40問90分間）の2試験が1日間に行われる。学科試験と実技試験の双方に合格して、2級ファイナンシャル・プランニング技能検定試験合格となる。
2級FP技能検定は日本FP協会と金融財政事情研究会が並行して実施するが、どちらの団体の実施する検定に合格してもAFP資格審査試験合格としての効力を有する。

### CFP資格
CFP資格とは、米国CFP BOARD（CERTIFIED FINANCIAL PLANNER BOARD OF STANDARDS, INC、CFP資格認定委員会）が実施する資格審査試験により認定されるファイナンシャル・プランナー資格であり、民間資格である。
日本国内では、CFP BOARDの認証を受け契約を締結している日本FP協会が試験を実施し、認定している。
CFPとはCertified Financial Plannerの略称である。CFP、Certified Financial Planner、サーティファイド ファイナンシャル プランナーは米国CFP BOARDの登録商標であり、ライセンス契約の下に日本FP協会が使用を認めている。
CFP資格審査試験は、毎年2回実施されている。試験課目は、金融資産運用設計、不動産運用設計、ライフプランニング・リタイアメントプランニング、リスクと保険、タックスプランニング、相続・事業承継設計の6課目あり、1課目2時間の四肢択一マークシート方式試験で2日間にわたって実施される。1課目ずつの受験および合格を認める課目合格制度を採っており、6課目すべてに合格して初めてCFP資格審査試験合格となる。
（受験料：1課目5,250円、同一回受験時の2課目以上の受験料は4,200円。例：同一回に6課目受験の場合…1課目5,250円+2課目以降4,200円×5＝21,000円の合計26,250円）

CFP資格を取得するには、CFP資格審査試験に合格し、CFPエントリー研修を修了すること。そして、試験合格前10年から合格後5年の間に3年以上の実務経験を満たし、日本FP協会が定める倫理規程厳守等の誓約書に署名することが要件となっている。CFP資格審査試験合格の有効期限は、合格日から5年以内である。

### 継続教育制度
AFP、CFPとも継続教育制度を採用している。継続教育制度とは、継続教育と資格更新を義務づける制度である。
日本FP協会が定める継続教育規程に基づき、2年ごとにAFPはFP実務と倫理を含む最低3課目以上で15単位以上、CFPはFP実務と倫理を含む最低3課目以上で30単位以上取得しなければ、資格更新できない。ここでの課目とは、金融資産運用設計、不動産運用設計、ライフプランニング・リタイアメントプランニング、リスクと保険、タックスプランニング、相続・事業承継設計、FP実務と倫理の7課目である。ちなみに、継続単位は、日本FP協会の本部または各支部が主催する集団研修受講や、日本FP協会が認定した教育機関での講座受講、FPジャーナル誌上での継続教育テストの受験・合格などで取得できる（有料）。
規程単位数を満たして超過しても、次の2年間の更新期間に超過単位分を繰り越すことはできない。さらに、AFP資格保持者がCFP資格保持者になった場合、AFP資格での継続教育要件を満たしたとみなし、CFP資格取得から2年間の新たな更新期間に入る（CFP資格取得前に取得した単位は引き継げず、0単位からスタートとなる）。
規程単位数を満たさない等、資格更新を行わない場合は、CFP資格者はCFP資格放棄となりAFP資格者へ、AFP資格者はAFP資格は喪失し一般会員へ、それぞれ移行する（日本FP協会の会員を辞め退会する場合は、別途届け出が必要）。AFP資格者だった場合は、CFP資格審査試験での課目合格もすべて取り消しとなる。
AFP資格者へ復帰するには、再受験するか、AFP再認定ルールの条件を満たすことで可能となる。
CFP資格者に復帰するには、AFP資格者になって3年以内の場合は、FP実務と倫理を含む最低3科目以上で30単位以上、5年以内の場合は50単位以上を取得し、協会に報告することで可能となる。CPF資格者でなくなってから5年超過の場合、CFP資格者に復帰するには、最初から（AFPから）受験しなければならない。この場合、単位取得での復帰とは異なり、CFPエントリー研修も再度必要になる。
また、当然のことながら、AFP資格者が一般会員になった場合は、一般会員としての義務（年会費）を負い、CFP資格者がAFP資格者になった場合は、AFP資格者としての義務（単位取得と資格更新）を負う。これを行なわずCFP資格者が、AFP資格者から一般会員へ移行したならば、CFP資格者へ復帰するには、まず期限内にAFP資格者に復帰してからでなくてはならない。

### AFP再認定ルール
AFP再認定ルールとは、資格認定会員（AFP・CFP認定者）の資格を喪失した者が、AFP認定者として復帰するためのルールである。継続教育単位の取得によるAFP再認定とAFP資格審査試験と同等レベルのAFP登録審査試験によるAFP再認定の、2つのルールがある。
継続教育単位の取得によるAFP再認定は、資格認定会員から一般会員へ移行した者で、一般会員になって1年以内のときは、FP実務と倫理を含む最低3科目以上で22.5単位以上、2年以内のときは30単位以上を取得し、協会に報告することでAFP認定者に復帰できる。

AFP資格審査試験と同等レベルのAFP登録審査試験によるAFP再認定は、資格認定会員から一般会員へ移行した者、資格認定会員を退会した者、AFP期限後認定としてAFP資格認定会員の登録手続を期限内にを行わなかった者が対象で、AFP登録審査試験（試験料10,500円）に合格することでAFP認定者に復帰できる。
AFP再認定ルールではなく、2級ファイナンシャル・プランニング技能検定試験を再受験し、合格することでもAFP認定者に復帰できる。どちらを選択するかは自由である。再受験する場合、すでに2級FP技能士資格を取得していれば、学科試験を免除できる。どちらの場合も、一度AFP認定研修を受けているので、再度受ける必要はない。

### 年会費
資格取得後、とくに費用がかからないファイナンシャル・プランニング技能士とは異なり、AFP・CFPは、継続教育制度などでさまざまな費用がかかる。日本FP協会への入会金、年会費もその一つである。

入会金は10,000円。年会費は12,000円。CFP資格者はさらに、初回CFP資格登録料5,000円、毎年CFPライセンス料8,000円が加わる。また、特別の費用を必要とし、理事会の議決により臨時会費を徴収することが決定された場合には、会員は臨時会費を納入しなければならない。

これらを支払わない場合、会員資格は喪失し退会となり、認定資格も喪失する。

退会した者がAFP資格者に復帰するには、再試験するか、AFP再認定ルールとして、AFP資格審査試験と同等レベルのAFP登録審査試験（試験料10,500円）に合格することで可能となる。どちらの場合も、一度AFP認定研修を受けるいるので、再度受ける必要はない。

退会した者がCFP資格者に復帰するには、特別なルールはないので最初から（AFPから）受験しなければならない。CFPエントリー研修も再度必要になる。

### 4E
日本FP協会では、AFP資格、CFP資格のライセンス認定基準の根幹に「4E」を据えている。4Eとは、Education（教育）、 Examination（試験）、Experience（経験）、Ethics（倫理）の4項目から成る。

### ファイナンシャル・プランニング技能士との関係
2003年（平成15年）から国家資格である技能検定にファイナンシャル・プランニング職種が設けられ、日本FP協会の「4E」の中のExamination（試験）部分が国家検定としても位置付けられることとなった。
2010年2月、日本FP協会の業務に3級技能検定が追加され、金融財政事情研究会のみが行っていた3級FP技能士の検定を日本FP協会も開催する事となり、2011年1月の試験より実施した。
ファイナンシャル・プランニング技能士には資格更新が不要であるため、日々変わる金融経済情勢に対応するために継続した教育を受ける必要がある。また、取り扱う情報の内容などから高度な倫理観が求められる。
日本FP協会では、会員であるAFP資格、CFP資格の認定者に、教育要件（認定教育と継続教育）と倫理要件による資格認定・更新を義務付けることにより、その実現を図っている。
また、日本FP協会非会員に対しては、金融財政事情研究会ファイナンシャル・プランニング技能士センターが、「技能士センター認定会員制度」および「継続学習制度」を設け、倫理規定と継続学習プログラムによる認定・更新を提供することにより、相互補完を図っている。
なお、日本FP協会の教育要件とファイナンシャル・プランニング技能士センターの継続学習プログラムの2制度に相互の互換性はない。

### マネーと生活設計力検定
2008年（平成20年）から始まった検定試験。消費生活、貯蓄・投資、保険、税金、ライフプランの5分野から各10問出題。暮らしに密接した内容で難易度は高くなく、個人のマネープランを考える上での入門的な試験と位置づけることができる。試験は四肢択一式で出題され、試験時間は60分。100点満点中80点以上の得点で「マネーと生活設計力検定レベルA」と判定され、合格となる。受験料は3,150円。基本的にインターネット上での試験であるが、2008年1月20日に行われた第1回試験では、日本FP協会常務理事の伊藤宏一の特別セミナーと会場試験がセットになった記念イベントが、東京都港区の品川グランドセントラルタワーで実施された。

## FPジャーナル
FPジャーナル（正式には「日本版FPジャーナル」）とは、日本FP協会の月刊機関誌であり、アメリカFPAの「Journal of Financial Plannning」との提携誌である。
誌面には、日本FP協会からの伝達事項、告知事項のほか、海外のFP業界事情、FP業界の最新情報、教育情報、CFP認定試験情報が掲載されている。隔月でFP誌上講座と継続教育テスト（継続教育制度の対象になる）が掲載されている。

## スタディ・グループ
スタディ・グループ(SG)とは、CFP資格認定者が中核となり、会員が住居または勤務する地域において、日本FP協会会員またはFPに関心のある有志を集め、継続的かつ定期的にFPに関連する分野について勉強会を開催する、日本FP協会が承認したグループである。
FPの人的交流を広げ、業務の幅を広げる、FPの相談能力やコミュニケーション能力を高める、FP起業に結びつくなどの効果が高いとされ、日本FP協会の各地域ブロック、各都道府県支部でSG活動を奨励している。

## FPフェア
FPフェアとは、日本FP協会が主催で年1回開催する、FPビジネスに役立つ最新情報の展示会や、FP知識を学ぶ
講演会などが開かれる、一大イベントである。展示会、講演会は原則、日本FP協会会員と出展企業に参加は限られる。一般は、市民向けセミナーと市民向け講演会に参加可能である。
- FPフェア2004は、「めざせ！ FP実務のプロフェッショナル 〜自律する生活者とのかけ橋へ〜」と題して、2004年9月11・12日の2日間にわたり千葉県千葉市の幕張メッセで開催された。
- FPフェア2005は、「FP飛躍の法則 〜業界の確立と国際化に向けて〜」と題して、2005年5月7・8日の2日間にわたり、愛知県名古屋市の名古屋国際会議場で開催された。
- FPフェア2006は、2006年10月6日-8日の3日間にわたり、東京都千代田区の東京国際フォーラムで開催された。
- FPフェア2007は、2007年、大阪市北区のグランキューブ大阪で開催された。
- FPフェア2008は、2008年10月10日-12日の3日間、東京都千代田区の東京国際フォーラムで開催された。